# Équipe cycliste Victoire Hiroshima

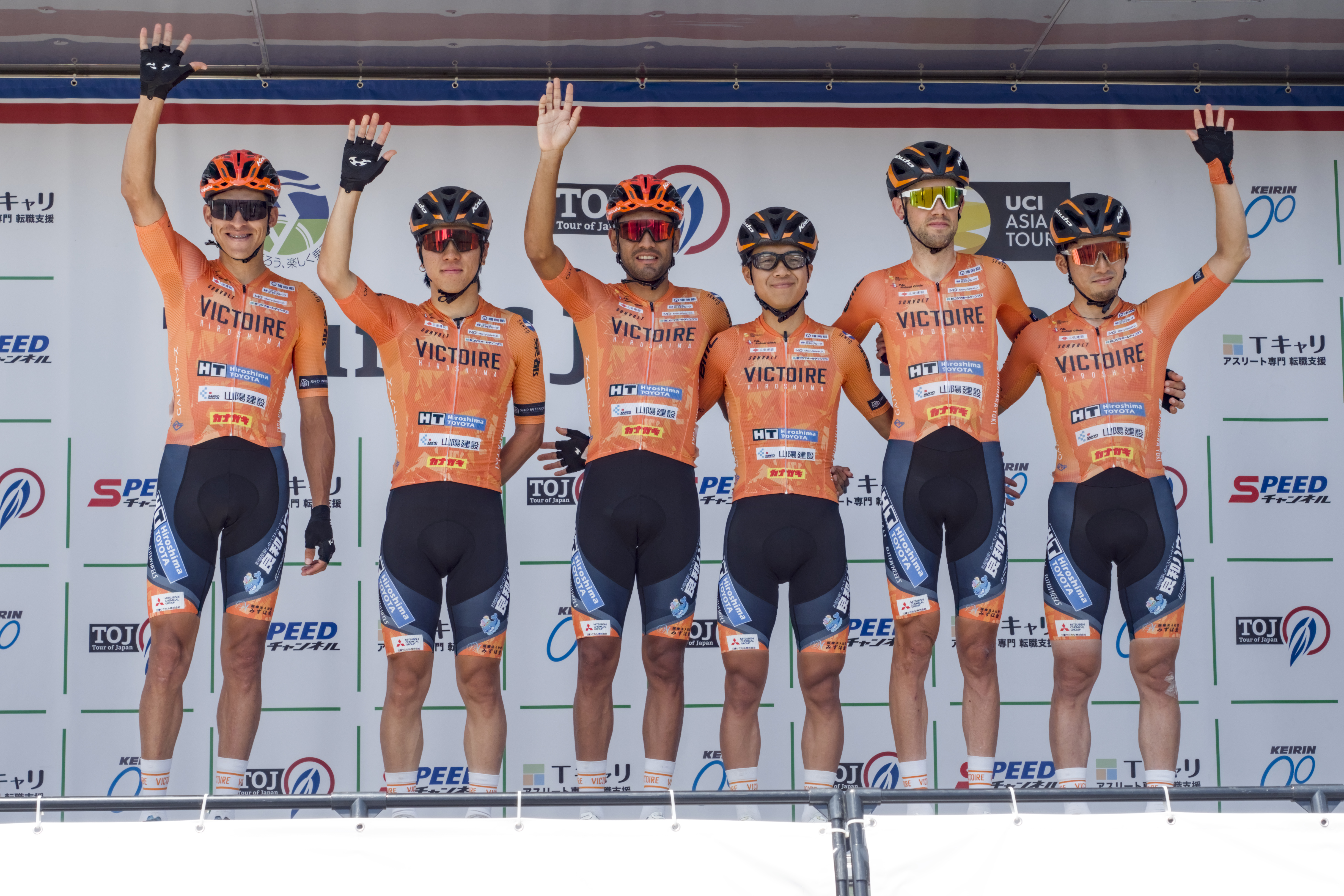
Victoire Hiroshima lors du Tour du Japon 2024

 (août 2022).
L'équipe cycliste Victoire Hiroshima est une équipe cycliste japonaise, ayant le statut d'équipe continentale.

## Principales victoires
- Grand Prix Kaisareia : 2024 (Benjamin Dyball)

## Classements UCI
L'équipe participe aux épreuves des circuits continentaux et en particulier de l'UCI Asia Tour. Les tableaux ci-dessous présentent les classements de l'équipe sur les différents circuits, ainsi que son meilleur coureur au classement individuel.
UCI America Tour
| UCI America Tour | UCI America Tour       | UCI America Tour                          | UCI America Tour |
| Année            | Classement par équipes | Meilleur coureur au classement individuel |                  |
| ---------------- | ---------------------- | ----------------------------------------- | ---------------- |
| 2023             | -                      | Leonel Quintero (69e)                     |                  |
| 2024             | -                      | Leonel Quintero (306e)                    |                  |
|                  |                        |                                           |                  |
| Source : UCI     |                        |                                           |                  |

UCI Asia Tour
| UCI Asia Tour | UCI Asia Tour          | UCI Asia Tour                             | UCI Asia Tour |
| Année         | Classement par équipes | Meilleur coureur au classement individuel |               |
| ------------- | ---------------------- | ----------------------------------------- | ------------- |
| 2022          | 35e                    | Maroš Kováč (0e)                          |               |
| 2023          | 12e                    | -                                         |               |
| 2024          | 16e                    | Masayuki Shibata (300e)                   |               |
|               |                        |                                           |               |
| Source : UCI  |                        |                                           |               |

UCI Oceania Tour
| UCI Oceania Tour | UCI Oceania Tour       | UCI Oceania Tour                          | UCI Oceania Tour |
| Année            | Classement par équipes | Meilleur coureur au classement individuel |                  |
| ---------------- | ---------------------- | ----------------------------------------- | ---------------- |
| 2022             | -                      | Ryan Cavanagh (81e)                       |                  |
| 2023             | -                      | Benjamin Dyball (32e)                     |                  |
| 2024             | -                      | Benjamin Dyball (26e)                     |                  |
|                  |                        |                                           |                  |
| Source : UCI     |                        |                                           |                  |

L'équipe est également classée au Classement mondial UCI qui prend en compte toutes les épreuves UCI et concerne toutes les équipes UCI.
| Classement mondial | Classement mondial     | Classement mondial                        | Classement mondial |
| Année              | Classement par équipes | Meilleur coureur au classement individuel |                    |
| ------------------ | ---------------------- | ----------------------------------------- | ------------------ |
| 2022               | 191e                   | Ryan Cavanagh (1749e)                     |                    |
| 2023               | 96e                    | Benjamin Dyball (449e)                    |                    |
| 2024               | 119e                   | Benjamin Dyball (456e)                    |                    |
|                    |                        |                                           |                    |
| Source : UCI       |                        |                                           |                    |

## Victoire Hiroshima en 2022
| Cycliste          | Date de naissance | Nationalité | Équipe 2021                        |  |
| ----------------- | ----------------- | ----------- | ---------------------------------- |  |
| Aso Keisuke       | 14 avril 1992     | Japon       | Victoire Hiroshima                 |  |
| Ryan Cavanagh     | 22 novembre 1995  | Australie   | St George Continental Cycling Team |  |
| Kubota Yusuke     | 28 février 1997   | Japon       |                                    |  |
| Nakamura Keisuke  | 21 décembre 1997  | Japon       |                                    |  |
| Reon Hayashi      | 18 juin 2003      | Japon       |                                    |  |
| Shibata Masayuki  | 3 novembre 1994   | Japon       | Nasu Blasen                        |  |
| Sonoda Taichi     | 26 août 2000      | Japon       |                                    |  |
| Takechi Hikari    | 22 août 2001      | Japon       |                                    |  |
| Yoshimoto Tetsuro | 19 septembre 1979 | Japon       |                                    |  |
| Yuasa Hirotaka    | 15 mars 2001      | Japon       |                                    |  |